# Аллабергенов, Тлеули
Тлеули́ Аллаберге́нов (варианты фамилии: Алла-Бергенов, Аллабергнев, каз. Тілеулі Аллабергенов; 1856 — ?) — торговец и скотовод, депутат Государственной думы Российской империи II созыва от коренного населения Сыр-Дарьинской области.

## Биография
По национальности казах. Старший аксакал.
Получил домашнее образование. После этого учился в начальной русской туземной школе. Довольно хорошо владел русским языком. Торговец, скотовод, владел стадом свыше 1000 голов.
В партиях на момент выборов не состоял. 27 февраля 1907 года при баллотировке в мусульманской святыне Хазрет-Султан в Туркестане получил 23 избирательных шара и был избран в Государственную думу II созыва от коренного населения Сыр-Дарьинской области. Вошёл в Мусульманскую фракцию. В составе думских комиссий не был, в прениях не участвовал. В марте 1907 года вошёл в Сибирскую парламентскую группу.
Дальнейшая судьба Тлеули Аллабергенова после «Третьеиюньского переворота» и дата его смерти неизвестны. 
Его сын — Балтабай Аллабергенов в 1953—1956 годах был директором туркестанского филиала Ленгерского медицинского училища (в 1953—1954 годах — фельдшерская школа).

## Комментарии
1. ↑  В дореволюционных источниках[1] национальность указана как "киргиз", что тогда было синоним современного этнонима "казах".